# BYD Han
La BYD Han est une berline intermédiaire fabriquée en Chine par BYD, disponible en voiture électrique et en hybride rechargeable.

## Conception et tarification

### Concept
La Han a été précédée par le concept E-SEED GT, présenté au Salon de l'automobile de Shanghai 2019. Le concept comprenait des porte papillon, une disposition traction intégrale et un temps de 0 à 100 km/h de moins de 4 secondes.

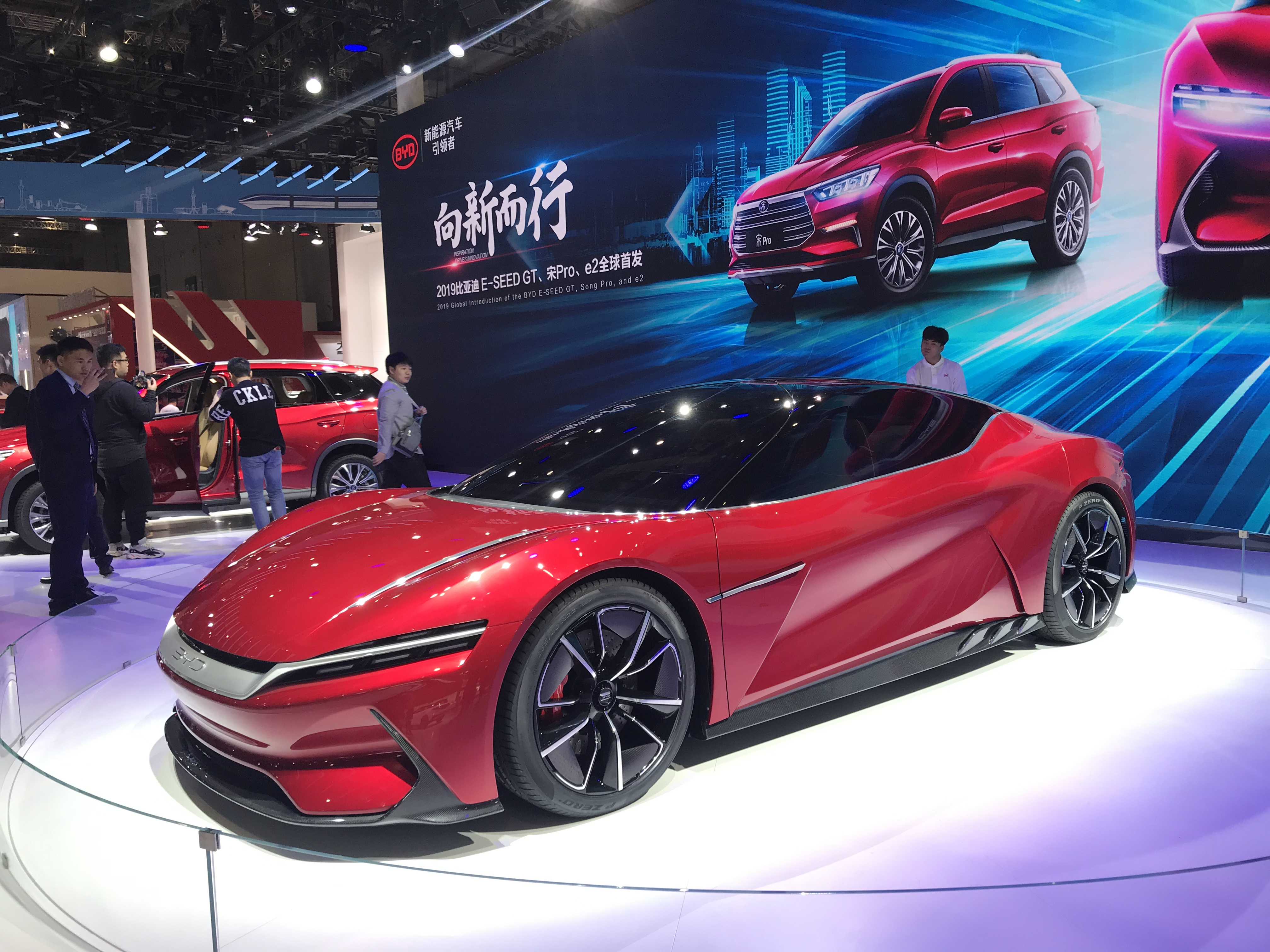
Concept E-SEED GT qui a présenté un aperçu de la berline de production
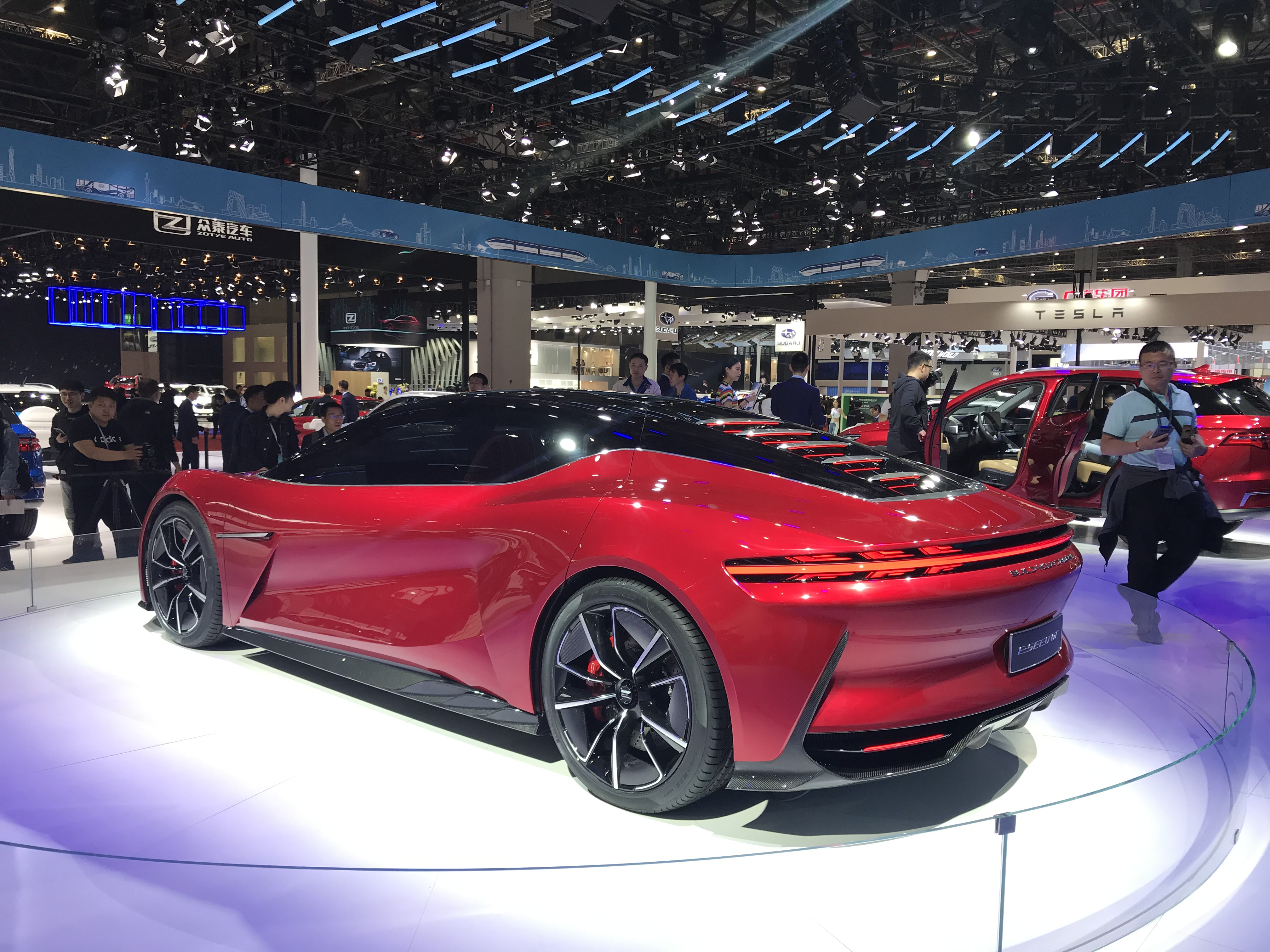
Concept E-SEED GT (arrière)

### Modèle de production
Les premières photos d'un modèle de production nommé Han ont été publiées par BYD en janvier 2020.

### Han DM
La Han DM est la version hybride PHEV de la berline Han. La BYD Han DM est un véhicule électrique hybride rechargeable équipé d'une batterie de 22 kWh offrant une autonomie de 100 km. Tout comme la berline Han classique, la Han DM est développée sur la plate-forme DM3, produisant 183 kW (245 ch) à partir du moteur électrique et 143 kW (192 ch) à partir du moteur à combustion. La BYD Han DM à transmission intégrale accélère de 0 à 100 km/h en 4,7 secondes. La consommation de carburant combinée de la BYD Han DM à transmission intégrale de 2020 est de 2 L/ 100 km. La consommation de carburant de la Han DM à moteur à combustion est de 5,9 L/100 km.

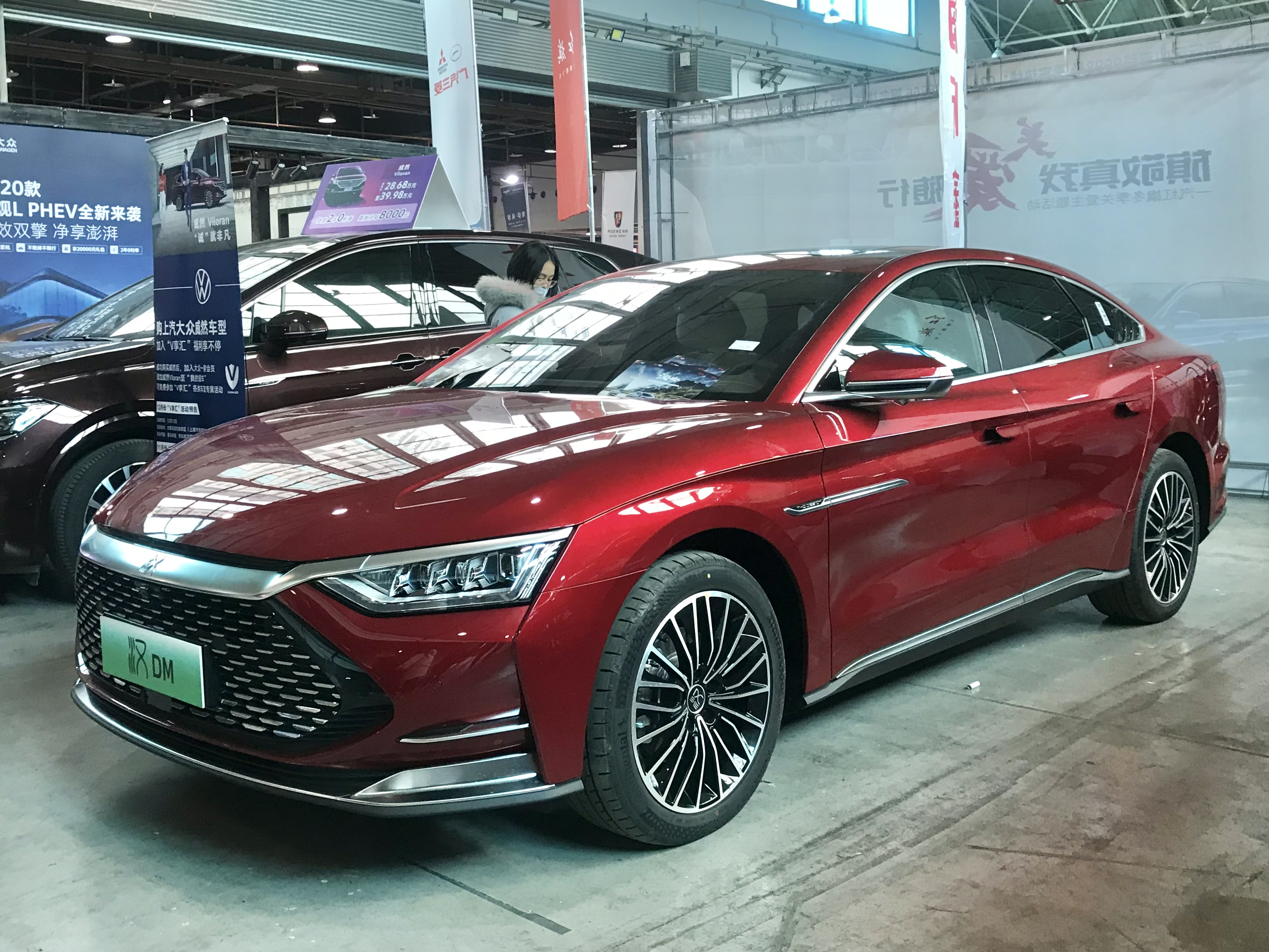
BYD Han DM avant
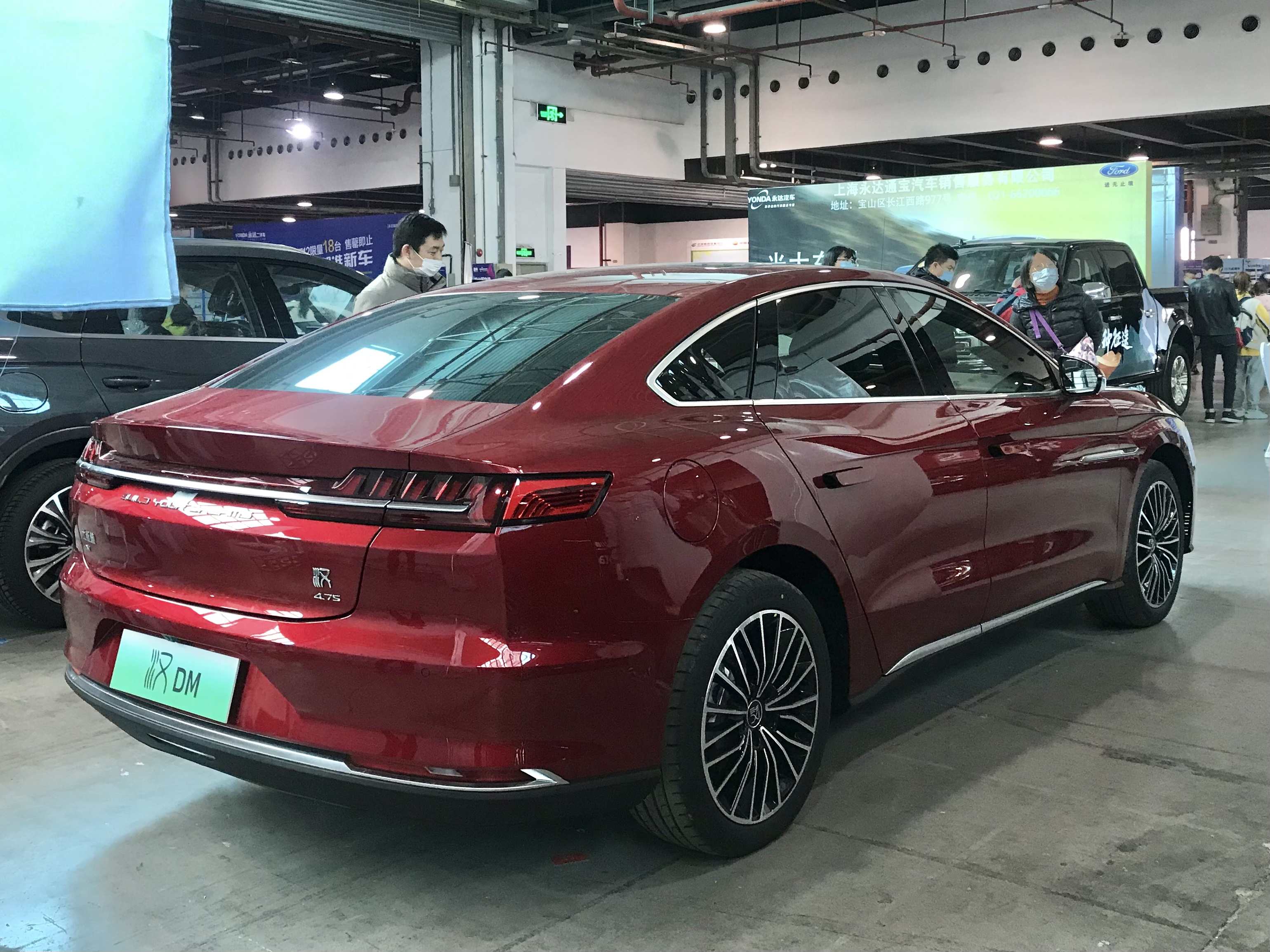
BYD Han DM arrière

### Han EV
La Han EV est la version purement électrique de la berline Han. Le modèle électrique de base est de 229 800 RMB (32 800 $). La variante performance à traction intégrale de 363 kW (487 ch) coûte 279 500 RMB (40 000 $).

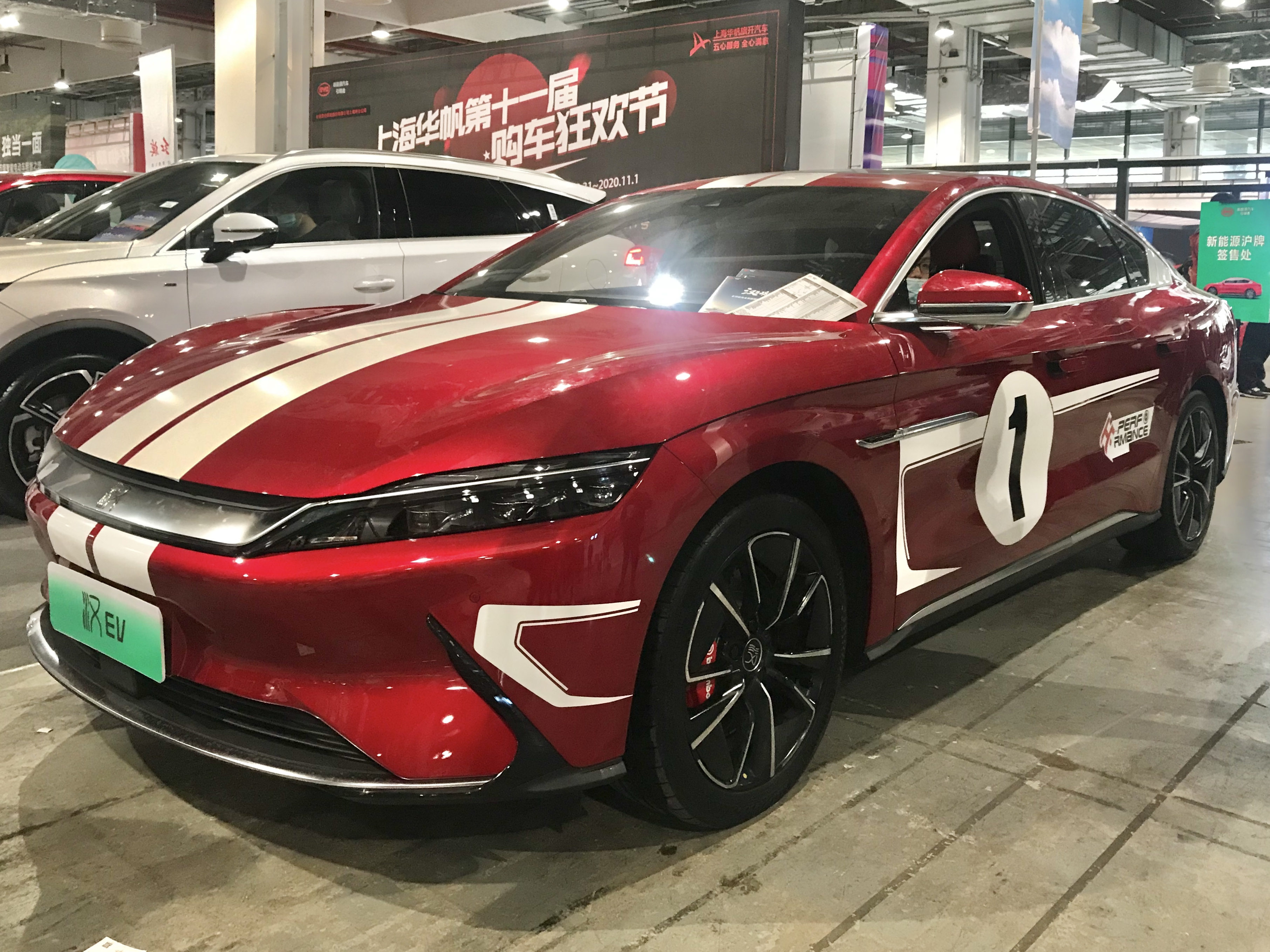
BYD Han EV avant
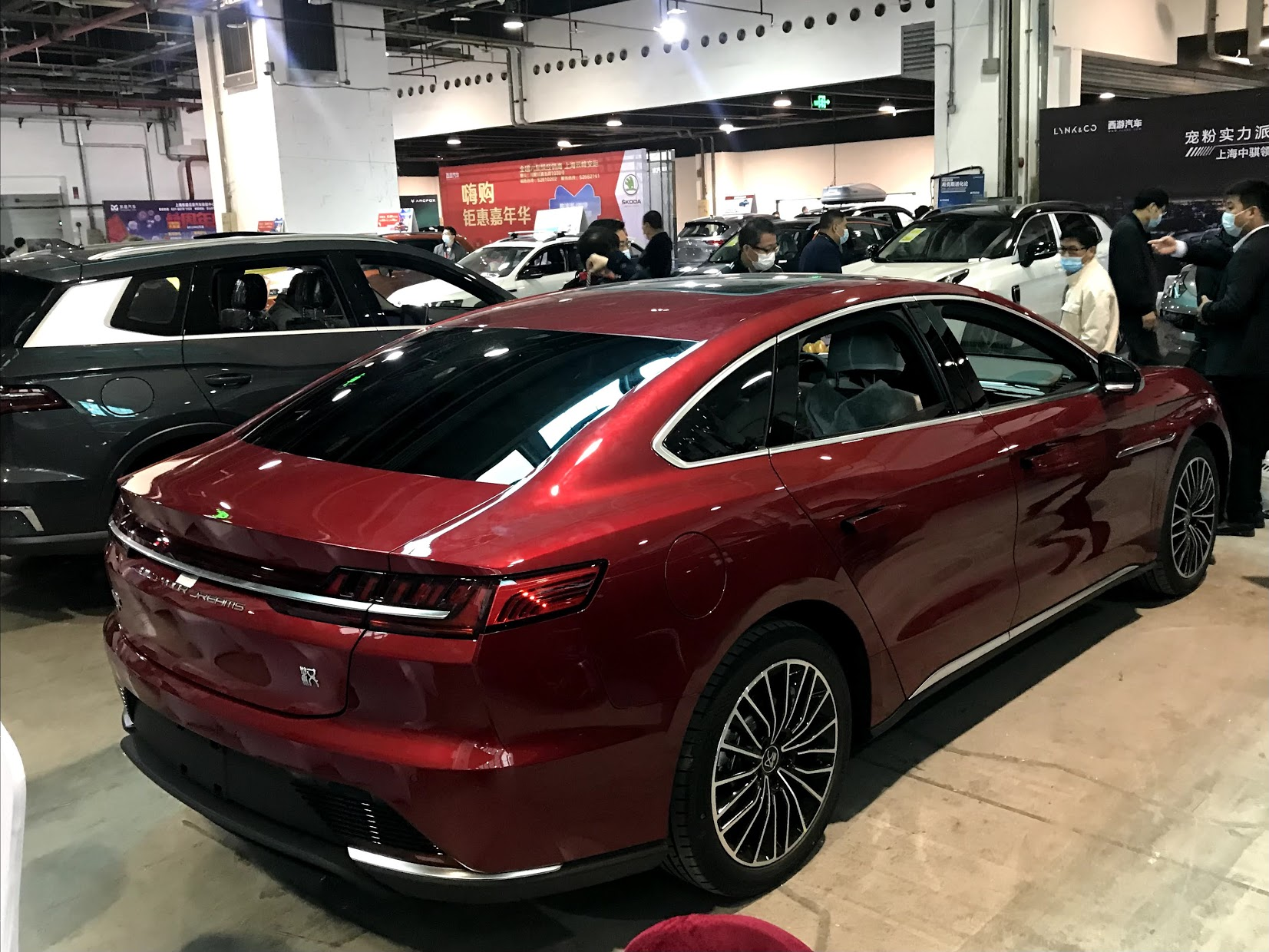
BYD Han EV arrière

La BYD Han utilise une sorte d'accumulateur lithium-fer-phosphate (LFP) appelée «batterie lame» par le fabricant. Ce type de batterie prend moins de place qu'une batterie LFP classique de même capacité. Le fabricant a également souligné la sécurité de la batterie même en cas de dommage, et a montré les résultats d'un test dans lequel la batterie était percée d'un clou tandis qu'un œuf non cuit était placé dessus. La température de la batterie est restée basse même lorsqu'elle a été percée d'un clou, et l'œuf est resté non cuit.
La Han EV a remporté le iF Design Award 2021, le tout premier modèle de berline d'une marque automobile chinoise.

## Performance
La variante performance à traction intégrale accélère de 0 à 100 km/h en 3,9 secondes.